# Marcelo Zarvos
Marcelo Uchoa Zarvos (São Paulo, 1º maggio 1969) è un pianista e compositore brasiliano di musica classica e jazz.

## Biografia
Ha studiato musica presso la Berklee College of Music. 
Ha pubblicato 4 album musicali, e ha composto colonne sonore di alcuni film per il grande schermo, sigle televisive ed anche musiche da teatro.

## Vita privata
È sposato con l'attrice statunitense Janel Moloney: la coppia ha un figlio.

## Discografia
- Dualism (1995)
- Labyrinths (1997)
- Music Journal (1998)
- The door in the floor (2004)

## Colonne sonore
- Tully, regia di Hilary Birmingham (2000)
- Uma História de Futebol, regia di Chris McKenna (2000)
- Kissing Jessica Stein, regia di Charles Herman-Wurmfeld (2001)
- The Mudge Boy, regia di Michael Burke (2003)
- The Door in the Floor, regia di Tod Williams (2004)
- Boynton Beach Club, regia di Erik Sommers (2005)
- Strangers with Candy, regia di Paul Dinello (2005)
- The Good Shepherd, regia di Robert De Niro (2006)
- Hollywoodland, regia di Allen Coulter (2006)
- The Air I Breathe, regia di Jieho Lee (2007)
- You Kill Me, regia di John Dahl (2007)
- Última Parada 174, regia di Bruno Barreto (2008)
- Disastro a Hollywood, regia di Barry levinson (2008)
- Winged Creatures, regia di Rowan Woods (2008)
- Taking Chance- film TV, regia di Ross Katz (2009)
- Sin Nombre, regia di Cary Fukunaga (2009)
- Remember Me, regia di Allen Coulter (2010)
- You Don't Know Jack - Il dottor morte - film TV, regia di Barry Levinson (2010)
- Brooklyn's Finest, regia di Antoine Fuqua (2010)
- Please Give, regia di Nicole Holofcener (2010)
- The Big C - serie TV (2010)
- Too Big to Fail - film TV, regia di Curtis Hanson (2011)
- Beastly, regia di Daniel Barnz (2011)
- The Beaver, regia di Jodie Foster (2011)
- Friends with Kids, regia di Jennifer Westfeldt (2011)
- The Words, regia di Brian Klugman e Lee Sternthal (2012)
- Una scuola per Malia, regia di Daniel Barnz (2012)
- The Bay, regia di Barry Levinson (2012)
- Non dico altro, regia di Nicole Holofcener (2013)
- The Affair - Una relazione pericolosa (The Affair) – serie TV (2014-2019)
- American Ultra, regia di Nima Nourizadeh (2015)
- Rock the Kasbah, regia di Barry Levinson (2015)
- Z - L'inizio di tutto (Z: The Beginning of Everything) – serie TV, 10 episodi (2015-2017)
- Il traditore tipo (Our Kind of Traitor), regia di Susanna White (2016)
- Cell, regia di Tod Williams (2016)
- Barriere (Fences), regia di Denzel Washington (2016)
- Wonder, regia di Stephen Chbosky (2017)
- La seconda vita di Anders Hill (The Land of Steady Habits), regia di Nicole Holofcener (2018)
- Migliori nemici (The Best of Enemies), regia di Robin Bissell (2019)
- Il capitale umano - Human Capital (Human Capital), regia di Marc Meyers (2019)
- The Loudest Voice - Sesso e potere (The Loudest Voice) – miniserie TV (2019)
- Cattive acque (Dark Waters), regia di Todd Haynes (2019)
- Penguin Bloom, regia di Glendyn Ivin (2020)
- The Guilty, regia di Antoine Fuqua (2021)
- Le parole che voglio dirti (A Journal for Jordan), regia di Denzel Washington (2021)
- Emancipation - Oltre la libertà (Emancipation), regia di Antoine Fuqua (2022)
- American Gigolo – serie TV, 8 episodi (2022)
- May December, regia di Todd Haynes (2023)
- The Equalizer 3 - Senza tregua (The Equalizer 3), regia di Antoine Fuqua (2023)
- George Foreman - Cuore da leone (Big George Foreman), regia di George Tillman Jr. (2023)
- The Front Room, regia di Max e Sam Eggers (2024)
- The Diplomat – serie TV, 6 episodi (2024)